# Pilote Trémintin
Le Pilote Trémintin est un canot de sauvetage insubmersible construit par Lemaistre à Fécamp en service de 1958 à 1997, géré depuis 1967 par la Société nationale de sauvetage en mer (SNSM), à la station de l'Île-de-Batz au nord du Finistère, en Bretagne.
Géré par une association depuis sa retraite de canot de sauvetage, il est Bateau d'intérêt patrimonial (BIP) depuis 2010.

## Histoire
La station de sauvetage de l'Île-de-Batz est créée par la Société centrale de sauvetage des naufragés en 1894. Son canot à rames, le Sainte Madeleine et Sainte Victoire de Saint-Faron, sert jusqu'en 1947-1949. Puis, faute de moyens, la station est fermée durant quelques années.
En 1956, des travaux de réhabilitation de la station sont entrepris pour sa remise en fonction. En 1957, il est passé commande au chantier Lemaistre frères de Fécamp d'un canot insubmersible de 13 m de long. Livré en 1958, il est baptisé Pilote Trémintin du nom d'Yves Trémintin un ancien marin de l'île pilote-côtier dans la marine militaire.
En 1958 il commence son service, de missions de sauvetage sur la côte nord de la Bretagne, avec pour base la station de l'île de Batz. Il devient un canot de la Société nationale de sauvetage en mer (SNSM) en 1967, lors de sa création par la fusion de la Société centrale de sauvetage des naufragés (SCSN), créée en 1865, et des Hospitaliers-Sauveteurs bretons, créé en 1873. Après de multiples missions le canot est déclassé en 1997 pour être remplacé par le Pilote Trémintin II. 

## Caractéristiques
Canot tous temps avec une coque en bois moulé, insubmersible et auto-redressable. Il peut sortir dans n'importe condition de vent et de mer. (Les canots tous temps sont reconnaissables à leur coque de couleur verte et à leur numéro commençant par un 0).

## Patrimoine maritime
À la fin de son service en 1997, le Pilote Trémentin est acheté par l'association du même nom qui le gère depuis. En 2010, il obtient le label Bateau d'intérêt patrimonial (BIP), de l'Association patrimoine maritime et fluvial depuis 2010.
Il était présent aux Fêtes maritimes de Brest en 2012 et en 2016.